# Элементарно (2-й сезон)
Второй сезон американской криминальный драмы «Элементарно» вышел на телеканале CBS 26 сентября 2013 года, а заключительная серия сезона вышла 15 мая 2014 года. Общее количество эпизодов в сезоне составляет двадцать четыре. Сериал создан Робертом Доэрти, главные роли исполняют Люси Лью, и Джонни Ли Миллер.

## Сюжет
Британский сыщик Шерлок Холмс — бывший наркоман, который был отправлен в Нью-Йорк на лечение в реабилитационный центр, а по завершении лечения остался в Бруклине как консультант нью-йоркской полиции. В расследованиях ему помогает его компаньон-наблюдатель доктор Джоан Ватсон, нанятая его отцом.

## В ролях

### Основной состав
- Джонни Ли Миллер — Шерлок Холмс, британский детектив и пчеловод-любитель.
- Люси Лью — доктор Джоан Ватсон (урождённая Джоан Юн), куратор трезвости Холмса. В прошлом была хирургом.
- Джон Майкл Хилл — детектив Маркус Белл, подчинённый Грегсона, с которым Холмс регулярно сотрудничает.
- Эйдан Куинн — капитан Томас Грегсон, глава 11-го участка департамента полиции Нью-Йорка.

## Эпизоды
| № общий | № в сезоне | Название                                                         | Режиссёр                       | Автор сценария                  | Дата премьеры    | Зрители в США (млн) |
| --- | ---------- | ---------------------------------------------------------------- | ------------------------------ | ------------------------------- | ---------------- | ------------------- |
| 25 | 1          | «Step Nine» «Девятый шаг»                                        | Джон Полсон                    | Роберт Доэрти и Крэйг Суини     | 26 сентября 2013 | 10,18               |
| Шерлок Холмс и Джоан Ватсон отправляются в Лондон, чтобы найти неуравновешенного полицейского Гаррета Лестрейда, который вёл дело об убийстве жены лондонского медиамагната. Шерлок предвкушает возвращение в свою квартиру, но как оказалось её сейчас занимает его брат, Майкрофт, которого Шерлок считает позором семьи. Неприязнь братьев взаимная — Шерлок когда-то переспал с невестой Майкрофта, объясняя это необходимостью показать брату её неприглядную сущность. Теперь Майкрофт оказывает знаки внимания Ватсон, чем раздражает Шерлока.                                       |            |                                                                  |                                |                                 |                  |                     |
| 26 | 2          | «Solve For X» «Решение для Х»                                    | Джерри Левайн                  | Джеффри Пол Кинг                | 3 октября 2013   | 9,38                |
| Шерлок и Ватсон расследуют убийства двух компаньонов–математиков, которые были близки к разгадке одной из семи «задач тысячелетия». Меж тем, Джоан решает материально помогать сыну пациента, которого она не смогла спасти на операционном столе несколько лет назад. |            |                                                                  |                                |                                 |                  |                     |
| 27 | 3          | «We Are Everyone» «Мы — "Все"»                                   | Майкл Прессман                 | Крэйг Суини                     | 10 октября 2013  | 9,06                |
| Холмс и Ватсон ищут хакера, который публикует правительственные секреты. Тем временем, Ирэн Адлер пишет Шерлоку из тюрьмы. |            |                                                                  |                                |                                 |                  |                     |
| 28 | 4          | «Poison Pen» «Отравленная ручка»                                 | Эндрю Бернштэйн                | Лиз Фридман                     | 17 октября 2013  | 8,52                |
| Пожилой финансист найден мёртвым у себя в доме. Пикантность ситуации придаёт латексный костюм и обнаружившая труп домина. Холмс сразу определяет отравление нитроглицерином и одного за другим находит и отвергает подозреваемых в убийстве. В процессе расследования всплывает давняя история отравительницы, с которой Шерлока связывают особые отношения. |            |                                                                  |                                |                                 |                  |                     |
| 29 | 5          | «Ancient History» «Древняя история»                              | Санаа Хамри                    | Джейсон Трейси                  | 24 октября 2013  | 8,72                |
| Шерлок скучает и ищет интересные случаи, осматривая трупы в морге. Погибший в аварии мотоциклист привлекает внимание татуировкой и приводит детектива к польской мафии, которая по ходу эпизода превращается в русскую. Тем временем одна из подруг Джоан просит её установить личность случайного знакомого, который оказывается совершенно неслучайным. |            |                                                                  |                                |                                 |                  |                     |
| 30 | 6          | «An Unnatural Arrangement» «Неестественная композиция»           | Кристин Мур                    | Кэтрин Хамфрис                  | 31 октября 2013  | 9,47                |
| Вооружённый злоумышленник проникает в дом капитана Грегсона и угрожает его жене. Последовавшее затем убийство военного, недавно вернувшегося из Афганистана, явно связано со вторжением к Грегсону, но сам капитан всякую связь с жертвой отрицает. Совпадения не сбивают Холмса и он находит убийцу, а в перерыве, чтобы отвлечься, раскрывает дело об ограблении киосков, которым индивидуально занималась Ватсон. Взамен Шерлок предлагает целый ящик нераскрытых дел, с которыми он не смог справиться в прошлом.                                                                       |            |                                                                  |                                |                                 |                  |                     |
| 31 | 7          | «The Marchioness» «Маркиза»                                      | Санаа Хамри                    | Кристофер Хольер и Крэйг Суини  | 7 ноября 2013    | 8,89                |
| Брат Шерлока Майкрофт просит помощи в расследовании убийства. В деле замешана Найджелла Мэйсон — бывшая невеста Майкрофта, которая при разводе унаследовала титул маркизы и скакуна с кличкой Серебряный. Помощь Шерлока в расследовании способствует примирению братьев. |            |                                                                  |                                |                                 |                  |                     |
| 32 | 8          | «Blood Is Thicker» «Кровь гуще»                                  | Джон Полсон                    | Боб Гудман                      | 14 ноября 2013   | 8,54                |
| Труп девушки обнаружен на крыше грузового фургона. В процессе расследования выясняется, что она является внебрачной дочерью миллиардера, у которого недавно была сделана пересадка сердца. От смерти девушки никто не получает прямой финансовой выгоды. Миллиардеру становится всё хуже и он умирает. Благодаря совместной работе Шерлок и Джоан находят убийцу. Тем временем отношения Шерлока с Майкрофтом явно налаживаются, однако в конце серии Майкрофт говорит с кем-то о Шерлоке по телефону и оказывается, что он обманывает брата и ему зачем-то нужно вернуть Шерлока в Лондон. |            |                                                                  |                                |                                 |                  |                     |
| 33 | 9          | «On the Line» «По прямой»                                        | Гай Ферленд                    | Джейсон Трейси                  | 21 ноября 2013   | 9,24                |
| Женщина совершает самоубийство на мосту, инсценируя убийство. Таким образом она пытается подставить человека, которого подозревает в убийстве своей сестры. Холмс снимает подозрения с невиновного, однако вскоре приходит к выводу, что помог серийному убийце и считает делом чести отправить его в тюрьму. |            |                                                                  |                                |                                 |                  |                     |
| 34 | 10         | «Tremors» «Судороги»                                             | Аарон Липштадт                 | Лиз Фридман                     | 5 декабря 2013   | 8,29                |
| В полицию является мужчина и заявляет, что он — рыцарь и убил королеву. Убитая женщина вкоре обнаруживается, но Шерлока как обычно не устраивают простые решения и он продолжает расследование. Методы Холмса приводят к судебному разбирательству и отстранению его от консультирования, так как в результате пострадал детектив Маркус Белл. |            |                                                                  |                                |                                 |                  |                     |
| 35 | 11         | «Internal Audit» «Внутренняя проверка»                           | Джерри Левайн                  | Боб Гудман                      | 12 декабря 2013  | 9,09                |
| Проворовавшийся финансист собирается покончить с собой когда его афера раскрылась. Но кто-то не даёт ему застрелиться самостоятельно и убивает. Следом странный убийца расправляется с журналисткой, разоблачившей финансиста. В кругу подозреваемых находится бывшая подопечная Джоан, которая не хочет афишировать своё прошлое. Наставник Холмса в программе отказа от наркотиков Альфредо предлагает ему самому стать наставником. Шерлок сначала категорически отказывается, но потом принимает это трудное решение.                                                                   |            |                                                                  |                                |                                 |                  |                     |
| 36 | 12         | «The Diabolical Kind» «Дьявольский вид»                          | Ларри Тэн                      | Роберт Доэрти и Крэйг Суини     | 2 января 2014    | 9,04                |
| Расследуя похищение девочки, Шерлок и Джоан вновь сталкиваются с Мориарти в неожиданной роли. Отношения между Шерлоком и Ирэн Адлер запутываются ещё больше. |            |                                                                  |                                |                                 |                  |                     |
| 37 | 13         | «All in the Family» «В кругу семьи»                              | Эндрю Бернштейн                | Джейсон Трейси                  | 9 января 2014    | 9,97                |
| Шерлок и Ватсон расследуют убийство, которое может привести к войне между мафиозными кланами Нью-Йорка. Нить расследования ведёт к высшим чинам городской полиции. В судьбе детектива Белла наступает очередной новый этап, не без помощи Шерлока. |            |                                                                  |                                |                                 |                  |                     |
| 38 | 14         | «Dead Clade Walking» «Обречённый таксон»                         | Хелен Шейвер                   | Джеффри Пол Кинг                | 30 января 2014   | 10,34               |
| Шерлок занимается сразу двумя делами: помогает своему подшефному справиться с соблазном из прошлого, не вернувшись к наркотикам, и раскрывает два убийства, к которым непосредственное отношение имеют динозавры. Холмс так доволен Ватсон, что хвалит её за проделанную работу. |            |                                                                  |                                |                                 |                  |                     |
| 39 | 15         | «Corpse de Ballet» «Балетный труп»                               | Жан де Сегонзак                | Лиз Фридман                     | 6 февраля 2014   | 9,45                |
| Шерлок и Джоан расследуют дело, связанное со звездой балета. Холмс использует весьма нестандартный способ подтвердить свою догадку. В итоге правда выходит наружу в самый последний момент. Ватсон помогает бездомным шизофреникам. По ходу этого дела, Шерлок узнаёт правду о биологическом отце Джоан. |            |                                                                  |                                |                                 |                  |                     |
| 40 | 16         | «The One Percent Solution» «Однопроцентное решение»              | Боб Гудман и Крэйг Суини       | Крэйг Суини                     | 27 февраля 2014  | 8,66                |
| Шерлок расследует взрыв, произошедший на встрече банкиров с представителями правительства. Специалистом по безопасности одного из банков оказывается Лестрейд. |            |                                                                  |                                |                                 |                  |                     |
| 41 | 17         | «Ears to You» «Ухо востро»                                       | Сет Манн                       | Лоурен Маккензи и Эндрю Геттенс | 6 марта 2014     | 8,54                |
| Известный телеведущий, подозреваемый в инсценировке похищения собственной жены четыре года назад, получает посылку с отрезанными ушами жены и требованием выкупа. Потерявший работу Лестрейд временно живёт у Холмса и впадает в депрессию, Шерлок и Джоан поддерживают его каждый в меру своих способностей. |            |                                                                  |                                |                                 |                  |                     |
| 42 | 18         | «The Hound of the Cancer Cells» «Ищейка раковых клеток»          | Майкл Словис                   | Боб Гудман                      | 13 марта 2014    | 8,94                |
| Исследователя раковых заболеваний убивают при помощи гелия, инсценируя самоубийство. Под подозрением некий анонимный разоблачитель недобросовестных учёных. Между тем, Белл приглашает Джоан и Шерлока отпраздновать своё возвращение к работе детектива после реабилитации и просит разыскать пропавшего свидетеля жестокого убийства. |            |                                                                  |                                |                                 |                  |                     |
| 43 | 19         | «The Many Mouths of Aaron Colville» «Много ртов Аарона Колвилля» | Ларри Тэн                      | Джейсон Трейси                  | 3 апреля 2014    | 7,83                |
| Аарон Колвилль - серийный убийца, кусавший своих жертв. Он давно пойман, сознался в преступлениях и убит в тюрьме. Однако спустя годы появляются новые жертвы со следами укусов точь-в-точь как у Коллвиля. Джоан принимает эту историю особенно близко к сердцу, так как подозревает своего коллегу в сознательном неоказании медицинской помощи преступнику. |            |                                                                  |                                |                                 |                  |                     |
| 44 | 20         | «No Lack of Void» «Нет нужды в пустоте»                          | Лиз Фридман и Джеффри Пол Кинг | Санаа Хамри                     | 10 апреля 2014   | 7,90                |
| В полицейском участке задержанный карманник умирает от сибирской язвы. Холмс и Ватсон ищут террористов, а находят мошенников. Шерлок переживает смерть близкого друга, которому не удалось справиться с наркотиками. |            |                                                                  |                                |                                 |                  |                     |
| 45 | 21         | «The Man With the Twisted Lip» «Человек с рассечённой губой»     | Сет Манн                       | Крэйг Суини и Стив Готтфрид     | 24 апреля 2014   | 8,13                |
| Давняя знакомая Шерлока по группе поддержки наркоманов просит найти её пропавшую сестру. Поиски приводят к ещё одной жертве, связанной с военными дронами. В это время Майкрофт Холмс вновь появляется в Нью-Йорке по делам своего ресторана и пытается сблизиться с Ватсон, демонстративно игнорируя недовольство брата. Шерлок замечает в ресторане подозрительную активность представителя французской мафии, Джоан принимает участие в слежке, что плохо для неё заканчивается… |            |                                                                  |                                |                                 |                  |                     |
| 46 | 22         | «Paint It Black» «Да наступит тьма»                              | Люси Лью                       | Роберт Вольф                    | 1 мая 2014       | 7,79                |
| Джоан грозит смертельная опасность по вине Майкрофта. Шерлок и его брат расследуют похищение списка самых состоятельных клиентов крупного швейцарского банка. В дело оказываются замешаны начальник службы безопасности банка и АНБ. Отношения между братьями Холмс окончательно портятся. Майкрофт оказывается не тем, кем кажется. |            |                                                                  |                                |                                 |                  |                     |
| 47 | 23         | «Art in the Blood» «Рисунок кровью»                              | Гай Ферланд                    | Боб Гудман                      | 8 мая 2014       | 7,54                |
| Джоан и Шерлок узнают о том, какая связь между британской разведкой и Майкрофтом. Шерлок соглашается расследовать дело для британской разведки. И это дело в итоге проливает свет на некоторые поступки Майкрофта в прошлом и даёт повод Джоан сблизиться с ним. В итоге Шерлок делает попытку спасти Майкрофта от грозящей тому опасности. |            |                                                                  |                                |                                 |                  |                     |
| 48 | 24         | «The Grand Experiment» «Большой эксперимент»                     | Джон Полсон                    | Роберт Доэрти и Крэйг Суини     | 15 мая 2014      | 7,37                |
| Шпионские интриги распутываются. Майкрофт прощается с братом и Джоан - он должен спасать свою жизнь. Расстроенная этим, Джоан тем не менее планирует съехать от Холмса. Шерлок, сделавший все, чтобы помочь брату, которого загнали в ловушку, просит Джоан остаться, он готов на любые меры, чтобы она не уезжала. |            |                                                                  |                                |                                 |                  |                     |

### Комментарии
1. ↑  Имеется в виду программа реабилитации наркоманов «12 шагов».
2. ↑  В оригинале - Silver Blaze. Отсылка к рассказу Конан Дойла «Серебряный».
3. ↑  Отсылка к рассказу Конан Дойла «Чертежи Брюса-Партингтона».
4. ↑  Отсылка к одноимённому рассказу Конан Дойла.